# Gunung Tigalalu
Gunung Tigalalu är ett berg i Indonesien. Det ligger i den nordöstra delen av landet, 2 400 km öster om huvudstaden Jakarta. Toppen på Gunung Tigalalu är 407 meter över havet. Gunung Tigalalu ligger på ön Pulau Kayoa.
Terrängen runt Gunung Tigalalu är platt österut, men söderut är den kuperad. Havet är nära Gunung Tigalalu åt nordväst. Gunung Tigalalu är den högsta punkten i trakten. I omgivningarna runt Gunung Tigalalu växer i huvudsak städsegrön lövskog.